# C/2012 T5 (Bressi)
C/2012 T5 (Bressi) — одна з гіперболічних комет. Ця комета була відкрита 14 жовтня 2012 року; вона мала 18.6m на час відкриття.